# François de Luxembourg (père)
Pour les articles homonymes, voir François de Luxembourg et Roussy.
François de Luxembourg, vicomte de Martigues, né avant 1445 et décédé après 1511, fut vicomte de Martigues et gouverneur de Provence. Appartenant à une branche collatérale de la maison de Luxembourg, il fut chevalier de l'ordre de l'Annonciade.

## Biographie

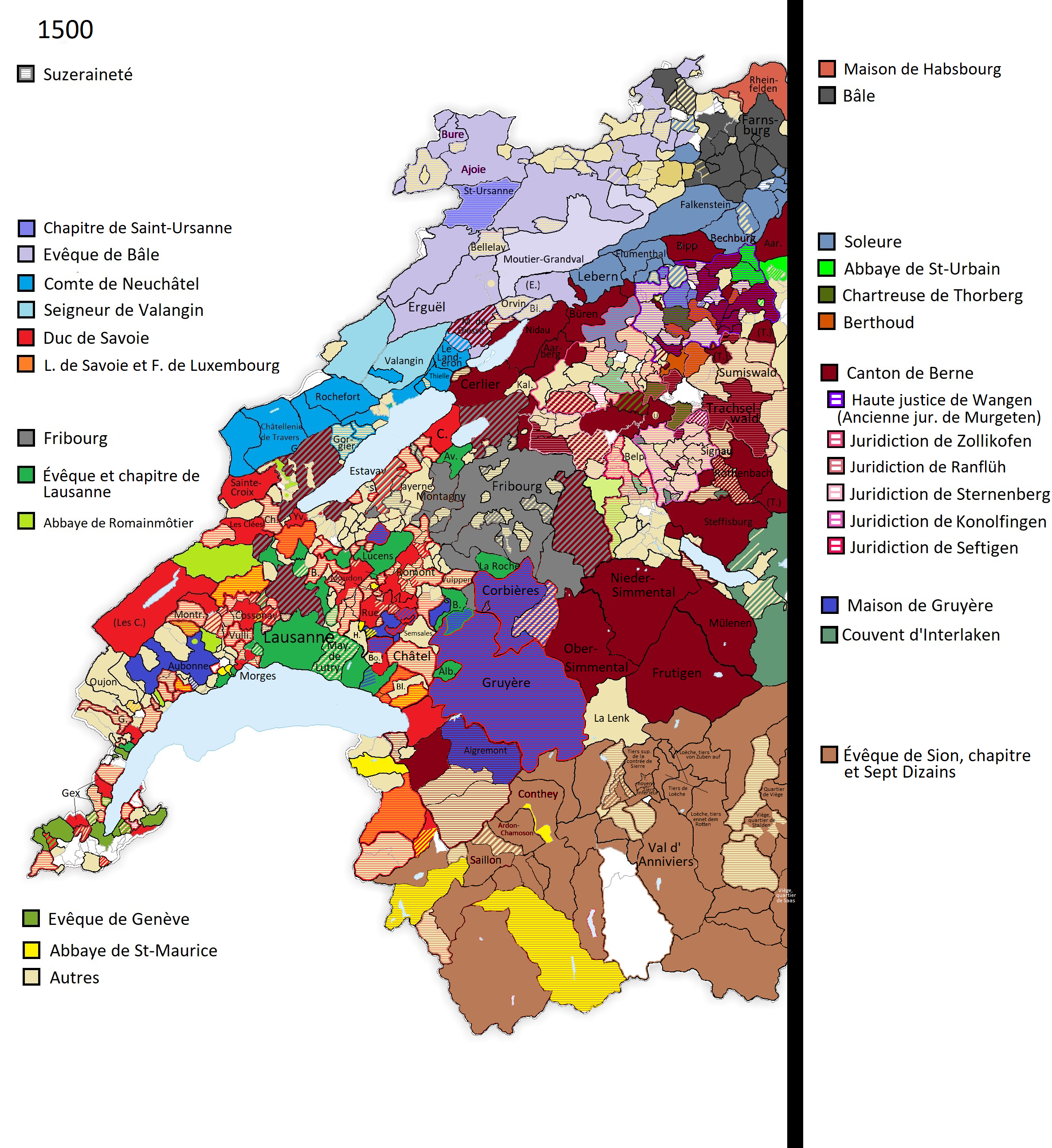
Carte de l'actuelle Suisse occidentale en 1500 montrant une partie de ses possessions (Belmont, Vevey, La Tour-de-Peilz et Monthey.

François de Luxembourg est né avant 1445. Il est le fils de Thibault de Luxembourg-St-Pol, comte de Brienne et de Philippine de Melun fille de Jean sire d'Antoing et d'Epinoy. Son nom vient du fait qu'il était un descendant de 8ème génération de Henri V, comte de Luxembourg, appartenant donc à la branche française de la maison de Luxembourg.
Lors de son mariage avec Louise de Savoie (1467-1522), fille de Janus de Savoie qui a reçu le comté de Genève comme apanage, François de Luxembourg obtient des fiefs en Genevois, au Pays de Vaud et en Chablais. Le vicomte obtient ainsi les revenus du péage de Nyon, les seigneuries de Belmont, Ternier (sur la route de Genève à Chambéry), des châteaux de La Tour-de-Peilz, Vevey, Monthey et Evian (1497). En 1501, il voit sa demande d'achat du château de Faverges et des droits sur la seigneurie, auprès du duc Philibert II de Savoie, annulée par la cour des comptes ducale. La transaction avec le duc Charles III de Savoie se réalise cependant cinq ans plus tard. En 1514, la seigneurie passe ensuite à Philippe de Savoie-Nemours, qui a obtenu l'apanage du Genevois.
François de Luxembourg est mort après 1511.

## Union et postérité
Il épousa en 1487  Louise de Savoie (1467-1522), marquise de Baugé, dame d'Evian, fille de Janus de Savoie, comte de Faucigny et de Genève, petite-fille du duc Louis Ier de Savoie. Elle fut auparavant fiancé à son cousin, le duc Charles de Savoie, puis au frère de ce dernier, Jacques de Savoie, marquis de Gex (sans postérité).
Ils ont eu :
- François de Luxembourg, Évêque du Mans et évêque de Saint-Pons de Thomières
- François de Luxembourg (1492 - 1553), vicomte de Martigues, seigneur d'Evian, de Festerne, de La Tour du Peil, de Montay, de Vevay et de Blomay.